# جولپ
جولپ بیوتی (انگلیسی: Julep) شرکت لوازم آرایشی مستقر در نیویورک است که در سال ۲۰۰۷ توسط جین پارک تأسیس شد. این شرکت محصولات خود را به صورت آنلاین و در سالن‌های زیبایی مارک خود به فروش می‌رساند.

## تاریخچه
در سال ۲۰۰۷ جولپ چهار سالن ناخن را در منطقه سیاتل افتتاح کرد که مانیکور، پدیکور، اپیلاسیون صورت و اپیلاسیون را ارائه می‌کردند. جین پارک محصولات مراقبت از ناخن جولپ را در این سالن‌ها که به عنوان محل آزمایش محصول جولپ استفاده می‌شد می‌فروخت.
جولپ در سال ۲۰۰۸ وارد تجارت الکترونیک شد. تا سال ۲۰۱۳، محصولات جولپ نیز از طریق خرده‌فروشی‌هایی مانند Sephora و از طریق تلویزیون QVC در دسترس بودند. جولپ در سال ۲۰۱۳ اولین فروشگاه خود را در شهر نیویورک افتتاح کرد. جولپ گزارش داد که درآمد تجارت الکترونیک خود را در سال ۲۰۱۳ سه برابر کرده است.در مارس ۲۰۱۵، جولپ اعلام کرد که ۸ درصد از کارکنان خود را اخراج می‌کنند.
در دسامبر ۲۰۱۸، گلانسائول شرکت مادر جولپ اعلام ورشکستگی کرد. در نتیجه، جولپ اعلام کرد که قصد دارد دو مکان خرده فروشی خود را ببندد و بیش از ۱۰۰ کارمند خود را اخراج کند و به دفتر شرکت مادرش در نیویورک نقل مکان کند. گلانسائول به قیمت ۱۸ میلیون دلار به آ اس بیوتی فروخته شد.
جولپ خدمات اشتراک ماهانه خود را به نام جولپ ماون در سال ۲۰۱۱ معرفی کرد. مشترکین یا "ماون " هزینه ماهانه برای دریافت جعبه‌های سفارشی لاک و آرایش ناخن می‌پردازند. مشترکین همچنین ممکن است به عنوان آزمایش‌کننده‌های بتا در آزمایشگاه ایده شرکت عمل کنند، به نظرسنجی‌ها پاسخ دهند و در رسانه‌های اجتماعی نظرات خود را پست کنند، و به جولپ اجازه می‌دهند ببیند محصولات در حال توسعه‌شان چگونه بازخورد می‌گیرند. در سال ۲۰۱۴، خدمات اشتراک جولپ این شرکت رتبه "F" را از بتر بیزنس بیورو دریافت کرد.

## تأمین مالی
در سال ۲۰۱۳، جولپ از شرکت‌های سرمایه‌گذاری خطرپذیر آندرسن هوروویتز، ماورون، تروی کارتر و همچنین پرسی‌دنت اینوستمنتس با حمایت ویل اسمیت و جادا پینکت اسمیت، و جی زی و راک بیانسه ناشیون، بودجه دریافت کرد. سال بعد، آلتیمتر کپیتل، آژور کپیتل پارتنِرز و مدرونا ونچر گروپ نیز در جولپ سرمایه‌گذاری کردند. تا آوریل ۲۰۱۴، جولپ ۵۶ میلیون دلار در تأمین مالی سرمایه‌گذاری خطرپذیر جمع‌آوری کرده بود.

## محصولات
جولپ محصولات خود را طراحی، تولید و به فروش می‌رساند. این شرکت بیش از ۲۰۰ نوع رنگ لاک ناخن تولید کرده، که نام هر کدام یک زن است. این شرکت همچنین دارای یک سری محصولات آرایشی و مراقبت از پوست است. اینها شامل هر دو نوع ضدآفتاب و مرطوب‌کننده هستند. جولپ در سال ۲۰۱۴، پلی وان را تولید کرد که یک برس ارگونومیک براق کننده ناخن بود که به بالای کلاهک‌های لاک ناخن متصل می‌شود. پلی وان ابتدا از طریق یک کمپین تأمین مالی جمعی آزمایش شد. در سال ۲۰۲۱، این شرکت سایه چشم Julep Beauty's Eyeshadow 101 Crème-to-Powder Eyeshadow Stick را منتشر کرد که پرفروش‌ترین محصول در آمازون شد. این شرکت محصولات خود را بدون دود و سموم تبلیغ می‌کند.